# N°3
N°3 è il quarto album in studio del gruppo rock sperimentale statunitense Dot Hacker pubblicato il 20 Gennaio 2017.

## Tracce
1. C Section – 6:39
2. We're Going Where – 6:05
3. Mindwalk – 4:49
4. Cassandra – 4:00
5. Apt Mess – 5:14
6. Found Lost – 5:14
7. Forgot To Smile – 5:10
8. Beseech – 4:30
9. Minds Dying – 3:51

## Formazione
- Josh Klinghoffer - voce, chitarra, tastiere, sintetizzatore
- Clint Walsh - cori, chitarra, sintetizzatore
- Jonathan Hischke - basso
- Eric Gardner - batteria, percussioni